# Franziskanerkloster Halle

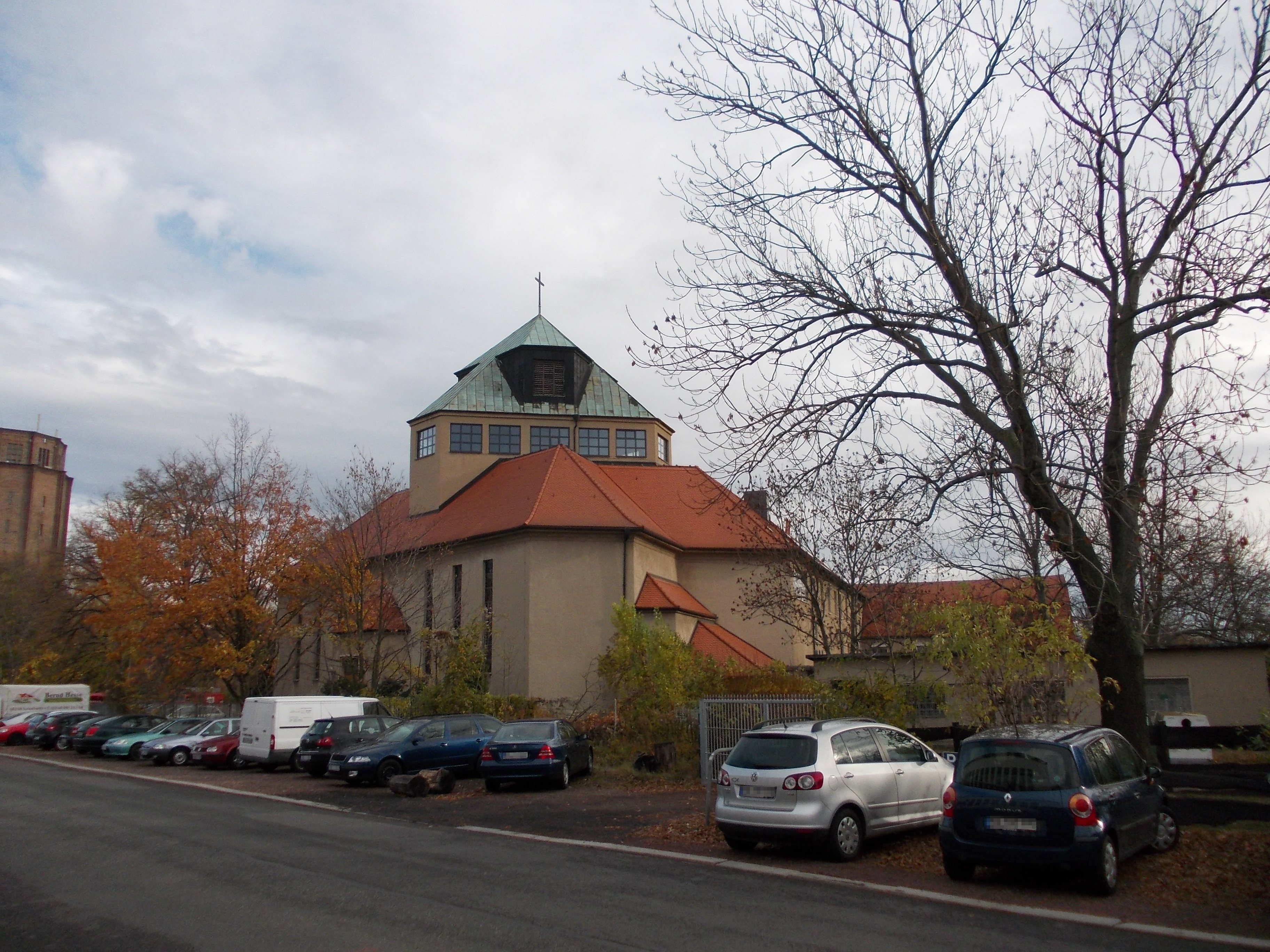
Dreieinigkeitskirche Halle (Saale) mit Franziskanerkloster (rechts im Hintergrund)

Ein Franziskanerkloster in Halle (Saale) bestand vom 13. bis zum 16. Jahrhundert und besteht wieder seit 1920.

## 13. bis 16. Jahrhundert
Ein erstes Kloster des 1210 gegründeten Franziskanerordens am Schulberg muss bereits vor 1247, vielleicht schon vor 1240, in Halle entstanden sein, da 1247 ein Provinzkapitel der expandierenden Sächsischen Franziskanerprovinz (Saxonia) in Halle stattfand; 1295 wird ein Provinzialminister der Saxonia „Burkhard von Halle“ erwähnt, der möglicherweise aus der Stadt stammte. Das Kloster lag in der unbebauten nordöstlichen Ecke des Stadtgebietes, unmittelbar an der stadtinneren Seite der Stadtmauer (heute: Gelände zwischen Universitätsplatz und Universitätsring, Schulstraße und Kaulenring). Der Konvent, ein zweistöckiges einfaches Steingebäude, bildete mit der nördlich gelegenen Klosterkirche ein Viereck um einen gewölbten Kreuzgang, der einen Innenhof mit einem Brunnen und einem kleinen Garten umschloss. Die Kirche wurde 1255 fertiggestellt; es handelte sich um eine geostete zweischiffige Hallenkirche mit fünf Jochen und einem geraden Chorschluss, die statt Gewölbe eine gerade Holzdecke besaß. Auf dem Dach trug sie zwei Dachreiter, der westliche davon hatte eine in der Stadt sichtbare Uhr. In der Krypta befanden sich Grabstellen. Zur seelsorglichen Arbeit der Brüder gehörte die geistliche Betreuung von Bruderschaften und Zünften. In Könnern verfügte das Kloster über eine Terminei zur Sammlung von Almosen.
1350 starben bis auf drei alle Angehörigen des Hallenser Konvents bei einer Pestepidemie. 1452 hatte der franziskanische Bußprediger Johannes Capistranus großen Zulauf von der Bevölkerung. Er hielt auf dem Marktplatz von Halle, wo der Stadtrat für ihn eine Kanzel errichtet hatte, mehrstündige Predigten, woraufhin die Bürger Schmuckstücke und Glücksspiel-Geräte zum Markt brachten und verbrannten. 1456 nahm der Konvent, der zu den bedeutenderen der Saxonia  gehörte, auf Anweisung von Provinzialminister Matthias Döring zunächst die Martinianischen Konstitutionen an, eine gemäßigte Position im Armutsstreit innerhalb des Ordens; der Besitz wurde externen Prokuratoren übergeben, die es für die Brüder verwalteten. Nach Auseinandersetzungen im Konvent um den Umgang mit Geld und Besitz kamen 1461 20 Brüder nach Halle, die zur strengen Observanz gehörten. Die Orgel und eine große Zahl von Büchern wurden entfernt. Die Brüder, die sich einer Reform des Klosters widersetzten, mussten den Konvent verlassen. Der Erzbischof von Magdeburg, Friedrich III. von Beichlingen, setzte die Reform durch, die auch von der Hallenser Bürgerschaft begrüßt wurde. Klagen und Beschwerden der unterlegenen Brüder blieben ergebnislos; im Oktober 1461 billigte Papst Pius II. die Übernahme des Konventes durch die Observanten in Halle und auch in Magdeburg.
Die Reformation erreichte das Hallenser Franziskanerkloster später als an anderen Orten. Bereits 1542 hatte der Stadtrat öffentliche Gottesdienste in der Klosterkirche und das Läuten der Glocke verboten. Am 31. Dezember 1546 rückte Kurfürst Johann Friedrich I. von Sachsen in der Stadt ein, und am Neujahrstag 1547 zerstörten Landsknechte zusammen mit Bürgern das Kloster. Die Franziskaner konnten jedoch 1548 zurückkehren, nachdem das Kloster durch Mandat Kaiser Karls V. restituiert worden war. Es war das letzte noch bewohnte Kloster in der Stadt. 1561 lebten dort unter starken Einschränkungen noch acht Brüder, bis der Konvent 1564 vom lutherisch gewordenen Magdeburger Erzbischof Sigismund von Brandenburg aufgehoben wurde. Die Brüder wurden mit Geld abgefunden und auf Kosten der Stadt in einem vierspännigen Wagen in den Konvent in Halberstadt gebracht, der als einziges Kloster der Saxonia bestehen blieb. Im Kloster wurden Schulen untergebracht, in Kriegszeiten diente es auch als Getreidelager. Die Kirche wurde „Schulkirche“ genannt. Die Klosterkirche diente später auch der 1694 eröffneten Universität Halle als Gottesdienstort und war Garnisonkirche. 1810 wurde die Kirche in ein Schauspielhaus umgebaut. Dafür wurde das Dach abgetragen, die Särge wurden aus der Krypta entfernt und die Krypta zugeschüttet. Am 3. Februar 1811 wurde das Theater mit einer Aufführung von Gotthold Ephraim Lessings Emilia Galotti eröffnet. Die Kloster- und Kirchengebäude wurden ab 1828 abgerissen, um Platz für ein neues Hauptgebäude der Universität zu machen (heutiges „Löwengebäude“).

## Neugründungen
Ein Versuch, sich wieder in Halle niederzulassen, scheiterte 1631, als der Franziskaner Juniperus Germen bereits auf dem Weg von Halberstadt nach Halle von braunschweigischen Soldaten ermordet wurde. 1723 eröffnete die Saxonia in Halle einen Außenposten („Missionsstation“), der 1723 einen großen Aufschwung nahm, als 500 katholische Soldaten in der Stadt stationiert wurden. Die Station erlosch in den 1830er-Jahren als Folge der Säkularisation.
Am 3. September 1920 kam es im Süden Halles auf Wunsch des Hallenser Dechanten Robert Heddergott zur Gründung einer neuen Niederlassung durch die Sächsische Franziskanerprovinz vom Heiligen Kreuz, um die Seelsorge in den wachsenden Wohn- und Industriegebieten in diesem Stadtteil zu unterstützen. Drei Franziskaner, Anicetus Meyer, Epiphanius Marx und Erasmus Baumeister, hatten vom 1. bis 11. April 1920 in der Propsteigemeinde in Halle mit Erfolg eine Volksmission durchgeführt, wodurch der Kontakt entstanden war. Pater Erasmus Baumeister OFM (1874–1959) wurde dann der erste Pfarrvikar der Kirchengemeinde Halle-Süd. Zunächst wohnten die Brüder im St.-Barbara-Krankenhaus.
1921 wurde das Baugrundstück erworben und 1923/24 das Kloster erbaut. Das am 10. August 1924 fertiggestellte Kloster verfügte auch über eine Hauskapelle (Betsaal). Die Grundsteinlegung für die Dreieinigkeitskirche direkt am Kloster erfolgte am 16. Juni 1929, die Kirchweihe nahm am 28. August 1930 der Paderborner Erzbischof Caspar Klein vor. Der Konvent war von 1946 bis 1992 Teil der Schlesischen Franziskanerprovinz (Silesia), heute gehört es zur am 1. Juli 2010 durch Fusion entstandenen Deutschen Franziskanerprovinz von der heiligen Elisabeth.
Zum Franziskanerkloster gehören heute vier Brüder, die neben der Gemeindearbeit auch Krankenhaus- und Schulseelsorge betreiben.  Die heute vom Kloster betreute Pfarrgemeinde zur Heiligsten Dreieinigkeit mit zurzeit 2.100 Gemeindemitgliedern gehört zur Pfarrei St. Franziskus im Süden der Stadt Halle.